# Stinson 105
Die Stinson 105 ist ein Leichtflugzeug des US-amerikanischen Herstellers Stinson Aircraft Corporation, das bis zum Eintritt der USA in den Zweiten Weltkrieg gebaut wurde. Ab 1941 trug das Baumuster den Zusatznamen Voyager, ebenso wie die nach dem Krieg gefertigte Stinson 108.

## Geschichte

### Zivile Entwicklung

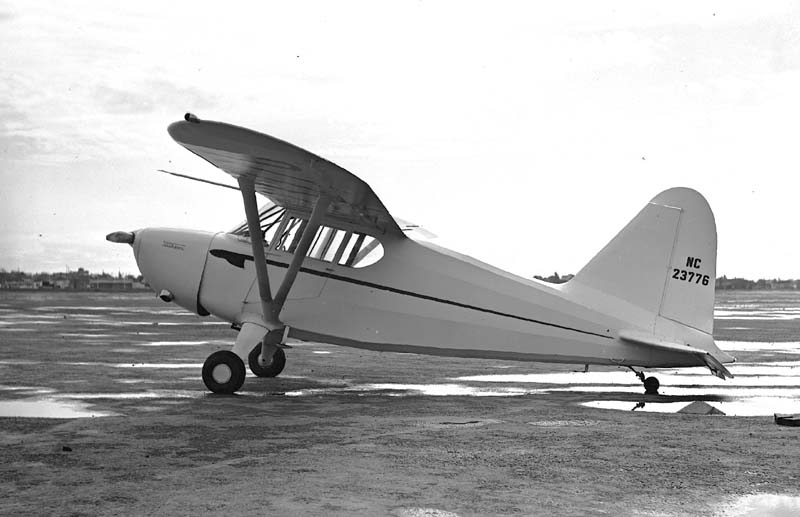
Stinson 105, 2007

Im Jahr 1938 beschloss das Unternehmen Stinson Aircraft Corp. auf dem Markt der Leichtflugzeuge einen vollständig neuen Entwurf zusammen mit einem gleichermaßen neuen Triebwerk von Lycoming anzubieten. Für die konstruktive Auslegung der ersten Ausführung (HW-75) mit einem 75-PS-Lycoming-Motor waren Lewis E. Reisner und Maurice A. Mills an der University of Detroit verantwortlich. Sie verwendeten ein NACA-4412-Profil mit Spaltklappen und zusätzlichen festen Vorflügeln. Dadurch war die Maschine so gut wie trudelsicher.
Wegen der Verzögerungen bei dem neuen Lycoming-Triebwerk, setzte Stinson für den Erstflug des Prototyps (Luftfahrzeugkennzeichen NX21121) am 3. Februar 1939 noch einen leistungsschwächeren Lycoming-Motor mit nur 50 PS ein, der aber kurz danach durch einen 75-PS-Continental-A75-3 ersetzt wurde. Am 20. Mai 1939 erhielt die HW-75 die Musterzulassung (ATC 709). Bei der New Yorker Weltausstellung präsentierte Stinson das Flugzeug zum ersten Mal in der Öffentlichkeit als Model 105. Die Zahl 105 bezog sich auf die geplante Höchstgeschwindigkeit in Meilen pro Stunde. Von der HW-75 stellte Stinson 275 Exemplare her, wovon 20 an die RCAF verkauft wurden.
Der Bau der 105 wurde im Mai 1940 von Wayne nach Nashville (Tennessee) verlegt, wo auch die Mehrzahl der Produktion von 260 Exemplaren der Ausführung HW-80, nun zusätzlich auch als Model 10 bezeichnet, hergestellt wurde. Das USAAC beschaffte zu Testzwecken sechs Model 10 als YO-54 (USAAC-Seriennr. 41-143 bis 148) mit einem Continental O-170-1. Eine mit der RAF-Seriennr. X1050 ging an das Royal Aircraft Establishment in Farnborough. Frankreich bestellte zwar von dieser Variante 600 Stück, jedoch konnten nur etwa fünf Maschinen vor dem Waffenstillstand 1940 geliefert werden.

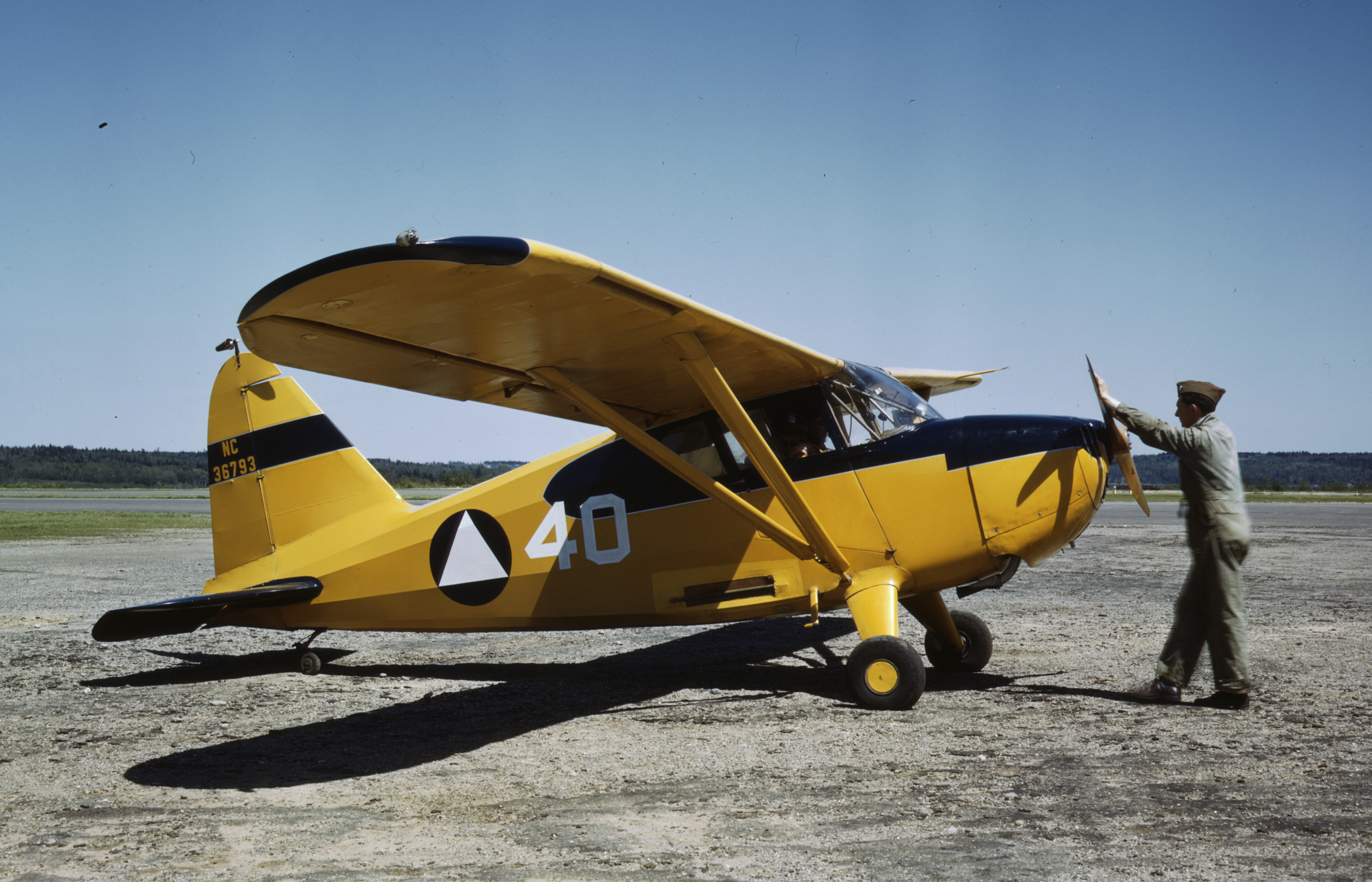
Stinson 105 der Civil Air Patrol 1943

Die im Februar 1941 angekündigte Model 10A (HW-90) führte für diese Baureihe den Namen Voyager ein, der später auch für das Nachkriegsmodell 108 übernommen wurde. Die HW-90 verwendete einen 90 PS leistenden Franklin 4AC-199-E3. Abgesehen von der um 15 cm verkürzten Cowling waren die restlichen Unterschiede zur HW-80 eher kosmetischer Natur. Von der Gesamtproduktion von 500 Exemplaren gingen 27 Stück an einen Großgrundbesitzer in Brasilien, der sie zum Hüten von Viehherden einsetzte. In großem Umfang wurde dieses Muster während des Krieges, neben anderen Stinson-Maschinen, bei der Civil Air Patrol eingesetzt. Das USAAC bestellte 1942 acht Model 10A als AT-19A, die dann im Dienst aber die Bezeichnung L-9A erhielten, da man spät bemerkte, dass bereits die Stinson Reliant die Dienstbezeichnung AT-19 trug. Die Bezeichnung L-9B (AT-19B) wurde 12 zivilen, vom USAAC requirierten Model 10A zugeteilt. Mit dem GO-145-E-3 erhielt dann das Modell 10B den lange erwarteten Lycoming-Motor. Es wurde jedoch nur ein Exemplar mit dem 75 PS leistenden Triebwerk als Umbau des 10A-Prototyps hergestellt.

### Militärische Weiterentwicklung
Im März 1940 hatte das USAAC auf dem Wright Field ein Vergleichsfliegen abgehalten, bei dem ein kostengünstiger Nachfolger zu der aufwendig zu produzierenden Stinson L-1 (Vultee Model 74) gefunden werden sollte. Stinson nahm mit einem modifizierten Model 10, die ein Plexiglasdach erhalten hatte, daran teil. Die Beurteilung war zwar gut, die Rolleigenschaften bei schwierigen Bodenverhältnissen wurden jedoch, genauso wie bei den anderen sechs Konkurrenten, als ungenügend eingeschätzt. Als Konsequenz der Erprobungsergebnisse konstruierte A. P. Fontaine, der auch schon die L-1 entworfen hatte, die Model 75B (in der Vultee Benennungssequenz) mit zwei Sitzen in Tandemanordnung und einem 100-PS-Lycoming O-235. Der Erstflug der Maschine (NX27711), die als erster Prototyp der Stinson L-5 angesehen werden kann, war am 19. Juni 1940. Im August wurde der Motor durch einen Franklin 6AC-264-F2 mit 120 PS ersetzt. Die nur einmal gebaute Model 75B war damit der Urvater der im Zweiten Weltkrieg als Flying Jeep bekannt gewordenen L-5 Sentinel.

## Konstruktion
Rumpf- und Leitwerksstruktur bestanden aus einem geschweißten Stahlrohrfachwerk und waren stoffbespannt. Lediglich das Höhenleitwerk war eine reine Holzkonstruktion. Die ebenfalls stoffbespannten Tragflügel verwendeten Holzholme mit Rippen und Vorderkanten aus Metall. Ein dritter Sitzplatz war hinten quer zur Flugrichtung vorgesehen.

## Technische Daten
| Kenngröße             | Daten der HW-75                                          |
| --------------------- | -------------------------------------------------------- |
| Besatzung             | 1                                                        |
| Passagiere            | 2                                                        |
| Länge                 | 6,76 m                                                   |
| Spannweite            | 10,36 m                                                  |
| Höhe                  | 1,98 m                                                   |
| Flügelfläche          | 14,4 m2                                                  |
| Leermasse             | 419 kg                                                   |
| Startmasse            | 770 kg                                                   |
| Reisegeschwindigkeit  | 160 km/h                                                 |
| Höchstgeschwindigkeit | 169 km/h                                                 |
| Steigleistung         | 131 m/min                                                |
| Dienstgipfelhöhe      | 3200 m                                                   |
| Reichweite            | 560 km                                                   |
| Triebwerke            | 1 × Continental A-75-3 Vierzylinder-Boxermotor mit 75 PS |